# Ma-1
La Ma-1 o autopista de Poniente (Autopista de Ponent, en catalán) es una carretera situada en la isla de Mallorca que une Palma de Mallorca con la localidad del Puerto de Andrach. La autopista pasa por Cas Catala, Illetas, Portals Nous, Palmanova, Santa Ponsa, Peguera, Calviá, Camp de Mar, Andrach y el Puerto de Andrach.
La autopista comienza en Cala Mayor (enlace con la Ma-20 y el paseo Marítimo) y finaliza en el Puerto de Andrach, en la avenida de Mateo Bosch.
El recorrido total es de 32 km.

## Variantes
La Ma-1 tiene tres variantes, estas tres vías formaban la antigua carretera de Andrach (C-719)
- Ma-1A: Peguera - Ma-1.
- Ma-1B: Tramo urbano en Andrach.
- Ma-1C: Palma - Cala Figuera.

## Recorrido

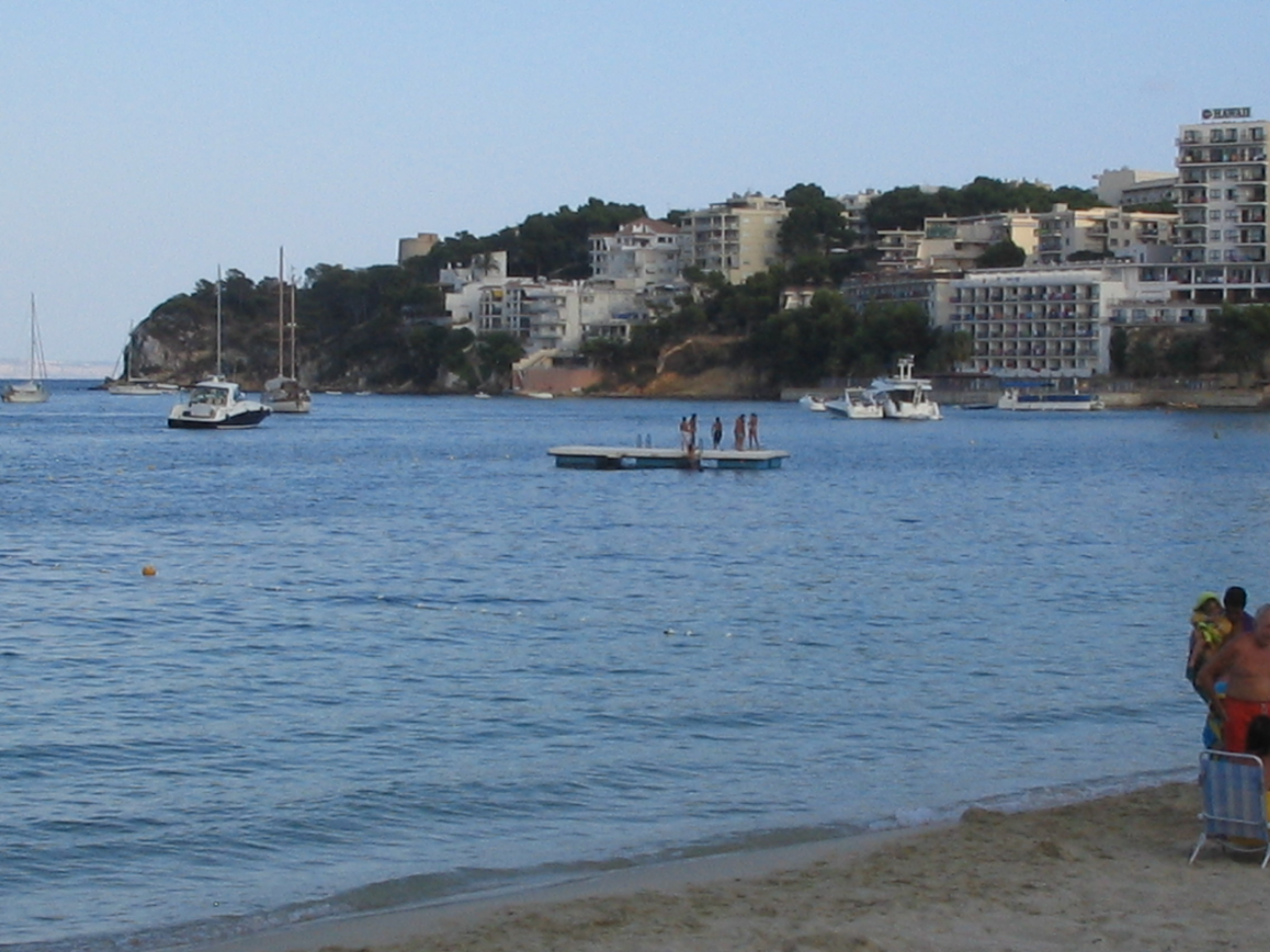
Playa de Palmanova.

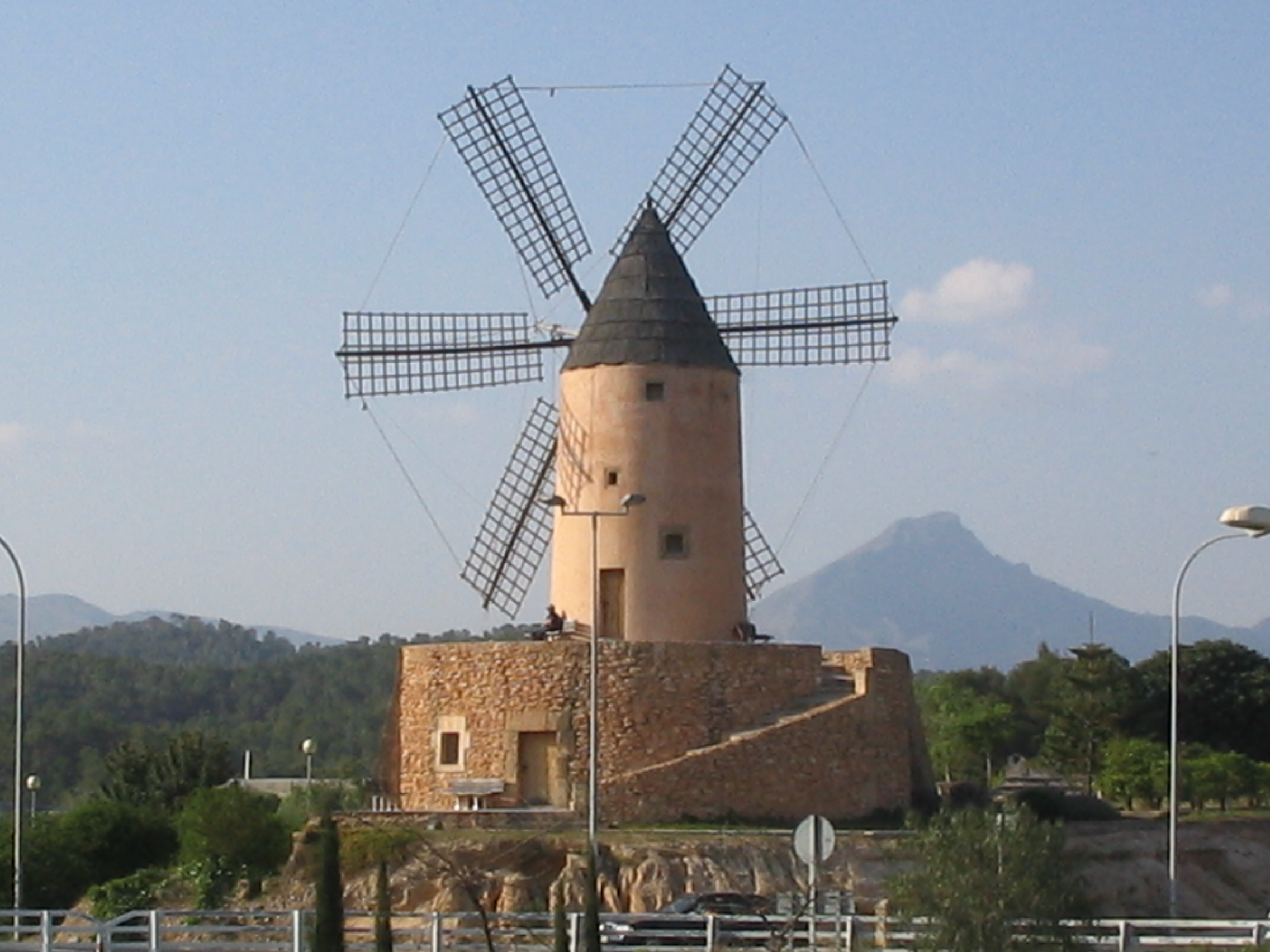
Molino de viento a la entrada de Santa Ponsa

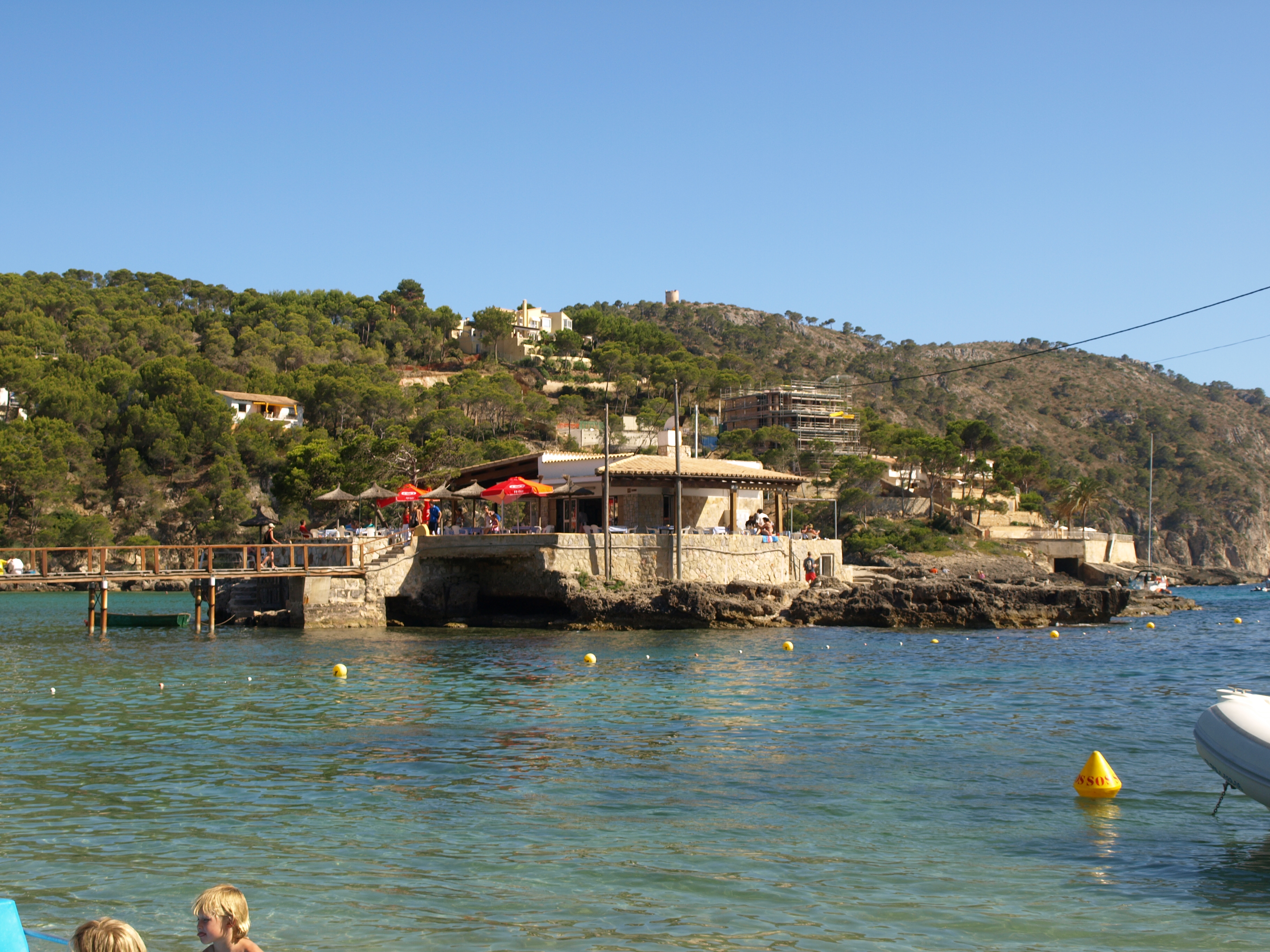
Camp de Mar

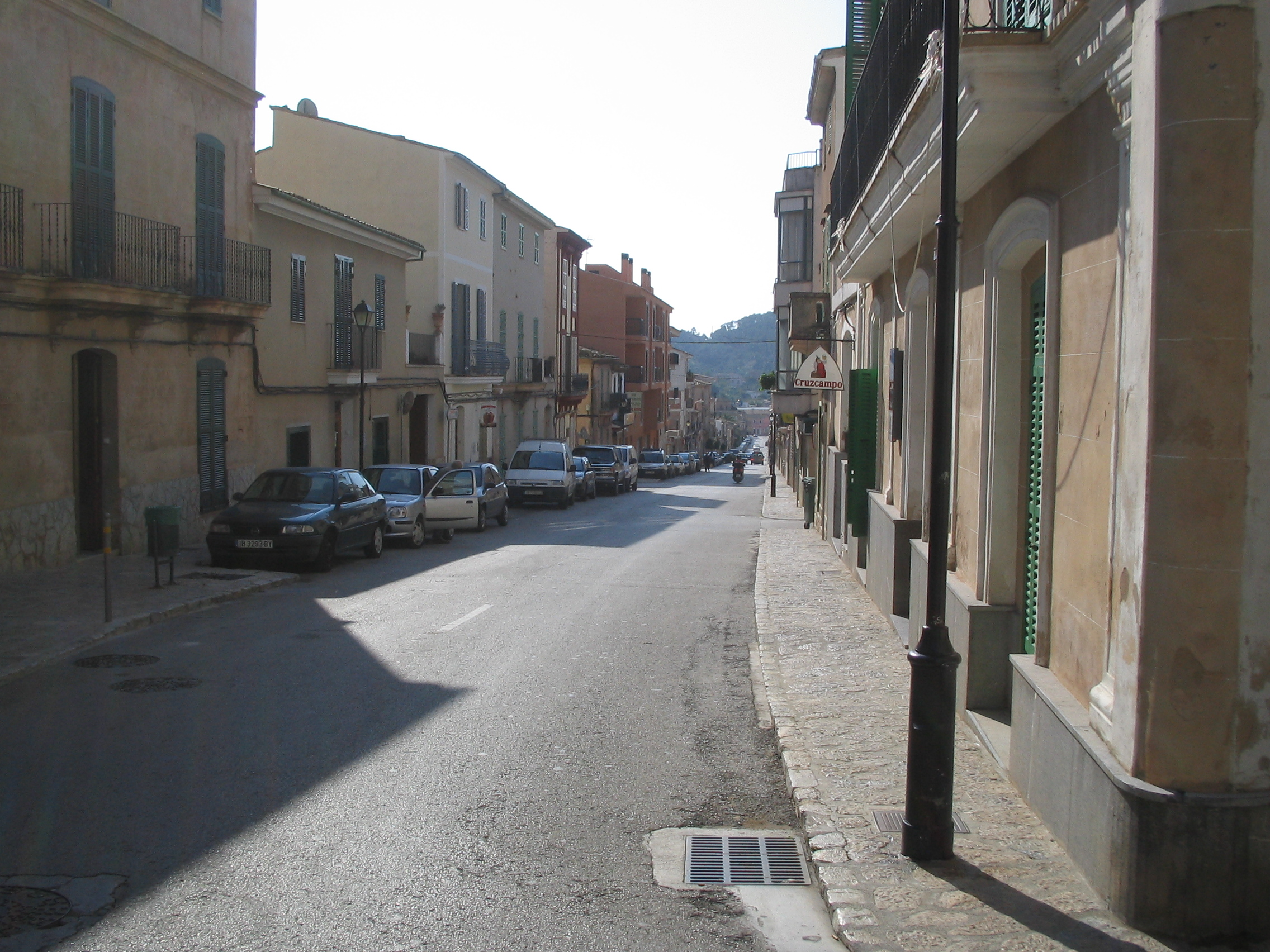
Calle del pueblo de Andrach.

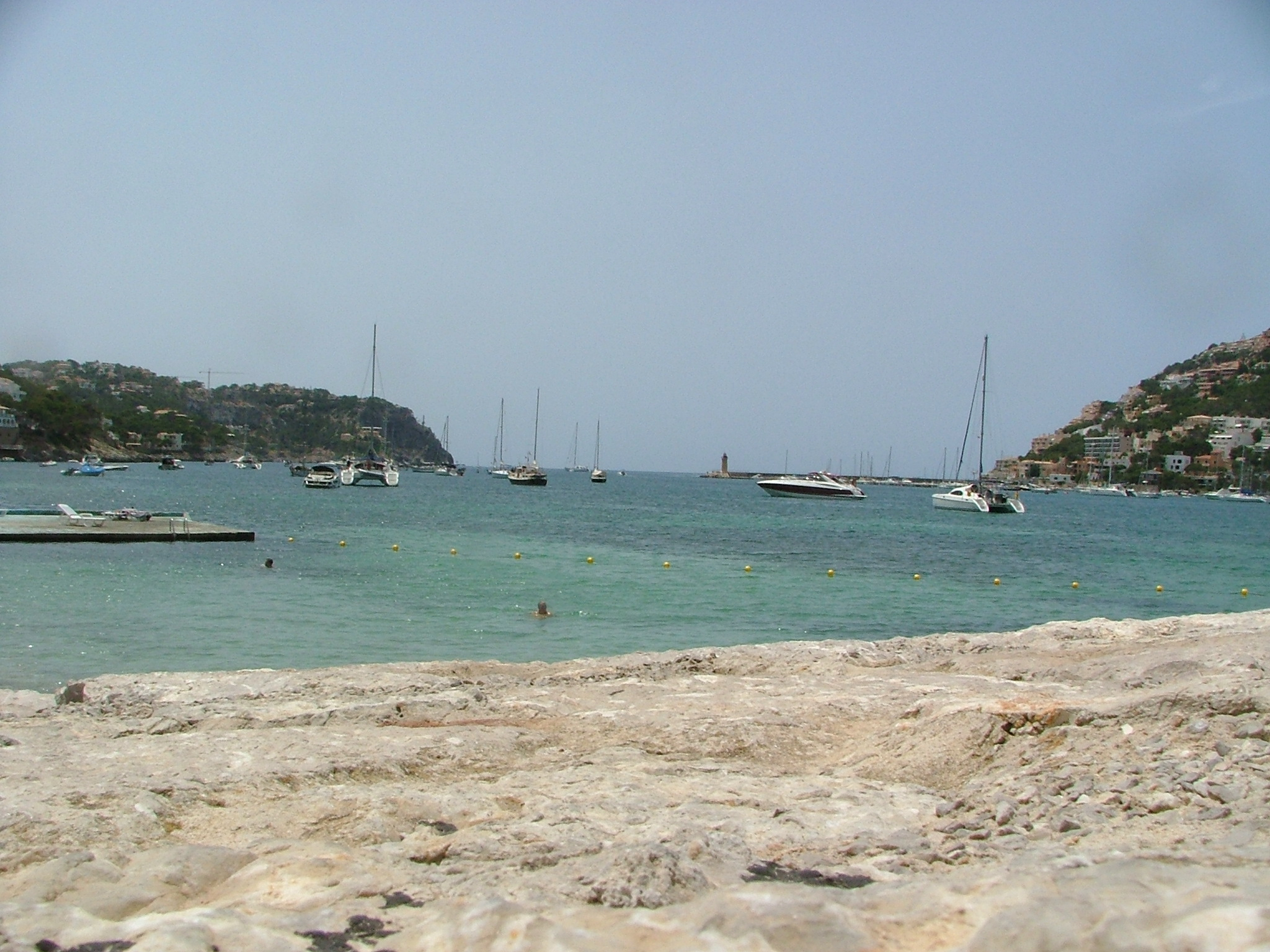
Puerto de Andrach.

| N.º salida | Nombre de la salida               | Carretera que enlaza |
| ---------- | --------------------------------- | -------------------- |
| 4          | Cala Mayor Sant Agustín           |                      |
| 5          | Vía de Cintura Aeropuerto Génova  | Ma-20                |
| 6          | Génova San Agustín                | Ma-1044              |
| 9          | Bendinat Illetas                  |                      |
| 10         | Costa de Blanes Portals Nous      |                      |
| 13         | Calviá Palmanova                  |                      |
| 14         | Magaluf El Toro Son Bugadelles    |                      |
| 17         | Santa Ponsa Calviá Son Bugadelles | Ma-1014              |
| 18         | Costa de la Calma                 |                      |
| 20         | Peguera La Romana                 |                      |
| 22         | Peguera Es Capdellá               | Ma-1010              |
| 23         | Peguera                           |                      |
| Km 23      | Túnel de Son Vic (800 m)          |                      |
| 25         | Camp de Mar Golf Andrach          | Ma-1A                |
| Km 28      | Andrach                           | Ma-10                |
| Km 30      | Puerto de Andrach                 | Ma-1060              |